# Valle de A Shau
El Valle de A Shau es un valle en el país asiático de Vietnam, localizado en la provincia de Thua Thien, al oeste de la ciudad de Hue a lo largo de la frontera con Laos. El valle era uno de los principales puntos de entrada en Vietnam del Sur para los hombres y material traído a lo largo del camino de Ho Chi Minh hacia las fuerzas comunistas y fue escenario de intensos combates durante la Guerra de Vietnam.